# Dolný Lopašov
Dolný Lopašov je obec na Slovensku v okrese Piešťany, ležící na jihovýchodním okraji Malých Karpat po obou stranách Lopašovského potoka. V obci stojí římskokatolický kostel svatého Martina biskupa z roku 1667.
Obcí prochází silnice č. 502, vedoucí z města Vrbové do Trstína.

## Dějiny
První písemná zmínka pochází z roku 1394, obec se vzpomíná pod názvem Lopasow. Patřila panství hradu Dobrá Voda. V letech 1599 a 1663 byla obec zničena Turky.